# Victor Sebestyen
Victor Sebestyen född 1956, är en ungerskfödd brittisk journalist som har arbetat med östeuropabevakning under 1980- och 1990-talet. Numera är han ledarskribent och utrikesredaktör på Evening Standard i London.
Sebestyen är författare till Ungernrevolten 1956: tolv dagar som skakade världen (originaltitel Twelve days: Revolution 1956. How the Hungarians tried to topple their Soviet Masters) 2006.